# Monoclea gottschei
Monoclea gottschei är en bladmossart som beskrevs av Sextus Otto Lindberg. Monoclea gottschei ingår i släktet Monoclea och familjen Monocleaceae. Inga underarter finns listade i Catalogue of Life.